# Jürgen Günther
Jürgen Günther (* 24. Februar 1938 in Halle; † 30. Mai 2015 in Dresden) war ein deutscher Comiczeichner. Seine bekannteste Serie, Otto und Alwin, erschien ab 1974 in der DDR-Kinderzeitschrift FRÖSI.

## Leben
Seine berufliche Karriere begann Günther 1958 beim Dresdner Trickfilmstudio. 1960 begann er mit Auftragsarbeiten für die FRÖSI, meist Comic-Umsetzungen bekannter literarischer Stoffe. Daneben arbeitete er auch für Zeitschriften wie die Freie Welt und das sorbische Blatt Płomjo.
Im Jahr 1974 schuf er den grünen Affen Otto und den Pinguin Alwin für die FRÖSI, der sich zu seinem größten Erfolg und zum Markenzeichen Günthers entwickeln sollte. 1979 schuf Günther 55 Otto-und-Alwin-Sammelbilder für den Kaugummi OK Big Babaloo.
Nach der Wiedervereinigung wurde die Produktion der FRÖSI eingestellt. Günther blieb aber weiterhin aktiv und zeichnete unter anderem für die Kinderseite der Sächsischen Zeitung sowie die Serie „Ed & Eddy“ für die Berliner Zeitung.
Seit der Wiederbelebung der FRÖSI hatte er auch die Arbeit an „Otto und Alwin“ wieder aufgenommen. Anlässlich seines 70. Geburtstages veranstaltete das Dresdner Stadtarchiv im Februar 2008 eine Personalausstellung. Im März 2008 und im Dezember 2010 veröffentlichte er die zweibändige Gesamtausgabe der „Otto und Alwin“-Comics im Holzhof Verlag Dresden.
Jürgen Günther lebte bis zu seinem Tod zusammen mit seiner Ehefrau Herta Günther in Dresden.

## Ehrungen
Zu Günthers 75. Geburtstag im Februar 2013 erschien im Dresdener Holzhof Verlag ein Hommage-Band in Form einer Comic-Anthologie mit dem Titel Otto und Alwins großes Fest (ISBN 978-3-939509-73-8) unter der Beteiligung von 28 deutschen Künstlern.
Das 7. Album der Comicserie Luzian Engelhardt von Dirk Seliger (Text) und Jan Suski (Zeichnungen) aus dem Jahr 2016 ist Jürgen Günther gewidmet.

## Buchveröffentlichungen (Auswahl)
- (mit Walter Stohr und Frank Frenzel) Frösi-Bastel-Bühne. Ein Fingerpuppen-Theater-Spass zum Nachspielen. Verlag Junge Welt, Berlin 1984.
- (mit Wilfried Weidner und Walter Stohr) Otto-und-Alwin-Lachkabinett. Mit 24 Bildgeschichten in 4 Bildern und einer Rätselburg. Verlag Junge Welt, Berlin 1989.
- Klassiker der DDR-Bildgeschichte. Band 1: Flitzi. Holzhof Verlag, Dresden 2005. ISBN 3-00-017510-5 (26 Folgen aus der NBI, 1978/79)
- Klassiker der DDR-Bildgeschichte. Band 10: Mischa und Kalle. Holzhof Verlag, Dresden 2008. ISBN 978-3-939509-09-7 (73 Folgen aus der Freien Welt, 1971/72)
- Klassiker der DDR-Bildgeschichte. Band 19: Opa und die Badewanne. Holzhof Verlag, Dresden 2010. ISBN 978-3-939509-19-6 (24 ausgewählte Comics aus der Zeitschrift NEWS, 1971–81, deutsche Erstveröffentlichung)
- Otto und Alwin – Gesamtausgabe. Edition Günther im Holzhof Verlag, Dresden 2008. ISBN 978-3-939509-99-8 (alle Folgen aus der FRÖSI, 1974–1981)
- Otto und Alwin – Gesamtausgabe. Bd. 2. Edition Günther im Holzhof Verlag, Dresden 2010. ISBN 978-3-939509-82-0 (alle Folgen aus der FRÖSI, 1981–2005)
- Kinder, wie die Zeit vergeht!. Edition Sächsische Zeitung im Holzhof Verlag, Dresden 2008. ISBN 978-3-938325-47-6 (alle Folgen von „Kasimir und Josefine“ sowie Querschnitt seines Schaffens von den Anfängen über „Otto und Alwin“ bis zu „Ed und Eddy“ und „Detektiv Blöff“)
- Frühling, Sommer, Herbst & Winter – Rätselspaß von Jürgen Günther. Edition Günther im Holzhof Verlag, Dresden 2009. ISBN 978-3-939509-90-5 (Auswahl von Comicstrips und Rätseln mit dem Löwen Kasimir und der Ente Josefine, die von 1994 bis 2009 für die Kinderseite der Sächsischen Zeitung entstanden)